# Svetlana Korytova
Svetlana Vadimovna Korytova (em russo:  Светлана Вадимовна Корытова; Ecaterimburgo, 24 de março de 1968) é uma ex-jogadora de voleibol da Rússia que competiu pela União Soviética nos Jogos Olímpicos de 1988 e pela Equipe Unificada nas Olimpíadas de 1992.
Em 1988, ela fez parte da equipe soviética que conquistou a medalha de ouro no torneio olímpico, no qual atuou em uma partida. Quatro anos depois, ela jogou em cinco confrontos e ganhou a medalha de prata com a equipe unificada no campeonato olímpico de 1992.